# Aalma ech Chaab
Aalma ech Chaab (arabe : علما الشعب) est un village du district de Tyr, au sud du Liban.
Ses habitants sont majoritairement chrétiens.
Le village est lourdement bombardé puis occupé par l'armée israélienne lors des bombardements israéliens au Liban de 2024 et de l'invasion du Liban-Sud.